# Pont de la Kamoro
Die Pont de la Kamoro (auch einfach Pont Kamoro) ist eine Straßenbrücke in der Provinz Mahajanga von Madagaskar. Sie führt die von der Hauptstadt Antananarivo nach Mahajanga gehende Route nationale 4 über den Fluss Kamoro. Der Verkehr musste sich lange über die alte einspurige Brücke drängen, bis 2017 dicht daneben eine neue zweispurige Brücke eröffnet wurde.

## Hängebrücke (1934)

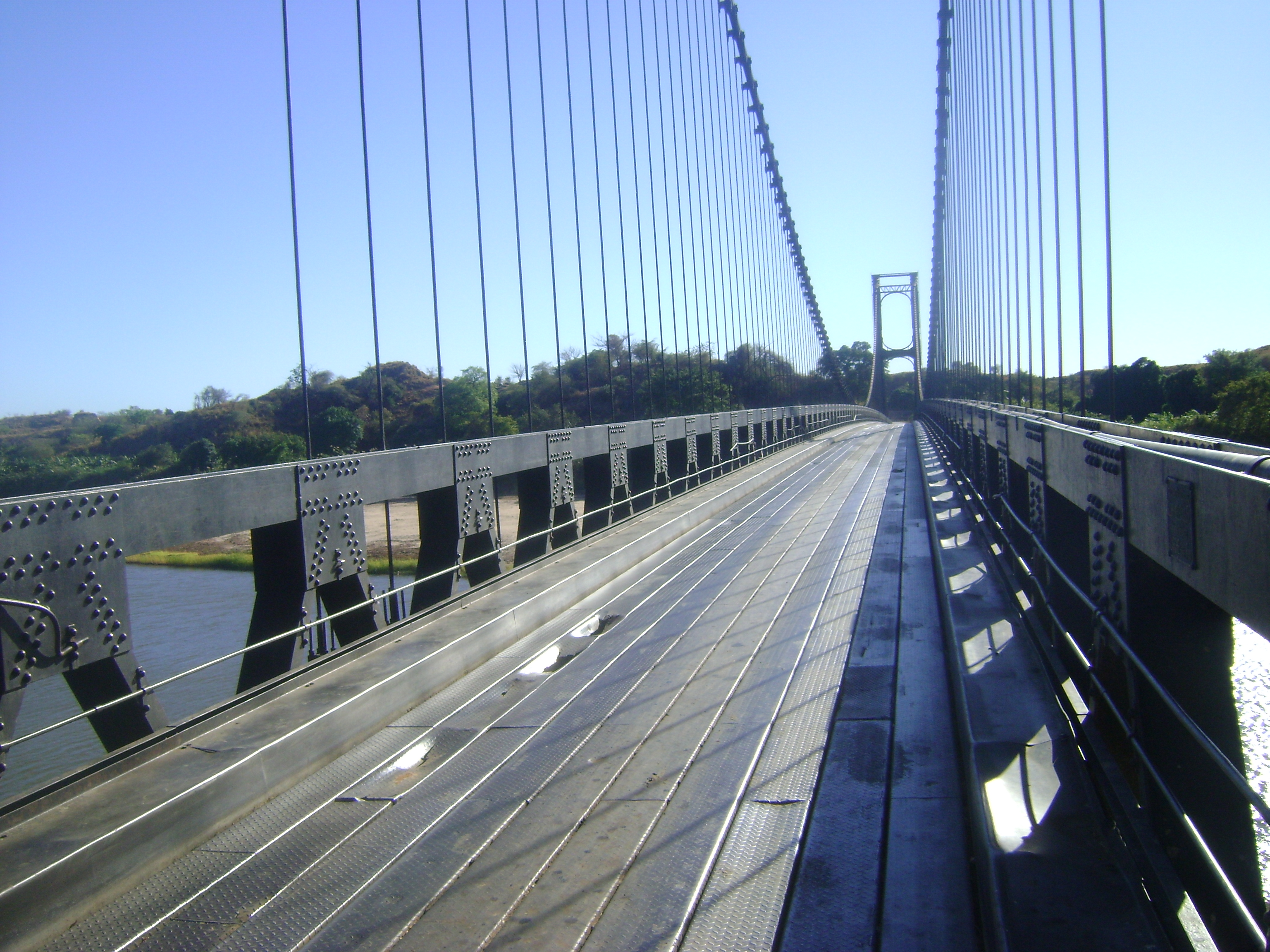

Die Pont de Kamoro war eine der drei Hängebrücken, die in den Jahren 1931 bis 1934 von dem französischen Unternehmen G. Leinekugel Le Cocq et Fils in Larche im Département Corrèze hergestellt, in Einzelteilen nach Madagaskar verschifft und dann mühsam zur Baustelle transportiert wurden. Die zwei weiteren waren die 65 km entfernte Pont de Betsiboka () und die Pont de Mananjary ().
Diese drei Brücken waren die ersten französischen Brücken, die aus einem damals neuen rostfreien Stahl hergestellt und nicht genietet, sondern geschweißt wurden.
Die einspurige Pont de la Kamoro ist 262,5 m lang und 4 m breit. Sie hat eine Spannweite von 206,5 m. Einer der stählernen Pylone steht unmittelbar am Ufer, während sich hinter dem anderen eine 56 m weite Öffnung über dem Hochwasserbett anschließt. An den 22 m hohen Pylonen sind jeweils 12 Tragseile verankert, die in drei Ebenen übereinander angeordnet sind. Die senkrechten Hänger sind mit speziellen Bügeln an den Tragseilen und in Abständen von je 1,3 m an Querträgern unter der Fahrbahn befestigt. Die Fahrbahn besteht aus von Arnodin patentierten, versteiften Metallplatten. Sie wird beidseitig durch 2 m hohe Fachwerkträger stabilisiert.

## Hängebrücke (2017)
Die bisherige, einspurige Brücke war dem Verkehr nicht mehr gewachsen. Nachdem die International Development Association (IDA) Mittel zur Verbesserung der Infrastruktur Madagaskars zur Verfügung gestellt und die Weltbank die Finanzierung der Brückenbaus sichergestellt hatte, beschloss man den Bau einer zweispurigen Hängebrücke unmittelbar neben der alten Pont de Kamoro. Die Grundsteinlegung war 2015 an dem Tag, an dem auch die renovierte Pont de Betsiboka wiedereröffnet wurde. Die neue, 291 m lange und 7,7 m breite Pont de la Kamoro wurde von dem italienischen Ingenieurbüro Integra entworfen und von dem französischen Unternehmen Eiffage Travaux Publics ausgeführt. Sie hat Stahlbetonpylone, schräge Hänger und einen Fachwerk-Fahrbahnträger. Sie wurde 2017 eröffnet.